# عبد المجيد الزنداني
عبد المجيد بن عزيز الزنداني (1942 – 22 أبريل 2024) عالم يمني وداعية، وسياسي مجاهد، مؤسس كل من جامعة الإيمان باليمن، والهيئة العالمية للإعجاز العلمي في القرآن والسنة في مكة المكرمة، ورئيس مجلس شورى حزب التجمع اليمني للإصلاح، وكان أحدَ كبار مؤسسي جماعة الإخوان المسلمين في اليمن.

## ولادته وتحصيله
ولد عبد المجيد الزنداني في قرية الظهبي في مديرية الشعر من محافظة إب إحدى محافظات الجمهورية اليمنية، في عام 1942م، وأصله من مِنطقة زندان في مديرية أرحب في محافظة صنعاء، وإليها نسبته، وينتمي لقبيلة أرحب.
تلقَّى تعليمه الأوَّلي في الكتَّاب في إبَّان الحكم الإمامي في اليمن، ثم في عدن، وأكمل الدراسة النظامية فيها. ثم التحقَ بكلية الصيدلة في جامعة عين شمس، في جمهورية مصر العربية، درس فيها سنتين ثم تركها، وأخذ يقرأ في علوم الشريعة، والتقى بعض علماء الأزهر الشريف وأخذ عنهم، واتصل ببعض الطلاب اليمنيين في مصر مثل محمد محمود الزبيري، وعبده محمد المخلافي.
كان له هناك اتصالٌ بجماعة الإخوان المسلمين وتأثَّر بهم، وشارك في بعض نشاطاتهم فاعتقلته السُّلطات المصرية، وفُصِلَ من الجامعة، وخرج من مصر. وعاد مع "الزبيري" إلى اليمن للمشاركة في دعم قيام النظام الجمهوري. في عام 1978م اتجه إلى المملكة العربية السعودية وتفرَّغ لدراسة العلوم الشرعية لدى كبار علماء السعودية، ليكمل ما كان بدأه من طلب للعلم في الأزهر الشريف.

## عمله ونشاطاته
بعد عودته إلى اليمن من مصر عيَّنه الرئيس عبد الله السلال في أول حكومة بعد قيام الجمهورية، نائبًا لوزير الإرشاد القومي والإعلام. في عام 1968م ألَّف "كتاب التوحيد" لطلَّاب المدارس للمرحلتين الإعدادية والثانوية، وتولَّى إدارة الشؤون العلمية في وِزارة التربية والتعليم "المعارف". وفي عام 1975م عُين رئيسًا لمكتب التوجيه والإرشاد في عهد الرئيس عبد الرحمن الأرياني، ثم نائبًا لوزير المعارف.
بعد رحيله إلى السعودية عمل في التدريس وإلقاء المحاضرات في مدارس المملكة وجامعاتها. أسَّس مع عدد من العلماء "الهيئة العالمية للإعجاز العلمي في القرآن والسنة". وفي الثمانينيات شارك في الجهاد الأفغاني، ودعا الشباب اليمني للمشاركة في جهاد الشيوعية السوفيتية. اتهمته الحكومة الأمريكية بدعم الإرهاب؛ لمشاركته في الجهاد الأفغاني، ولصلته بالعديد من المجاهدين المصنَّفين إرهابيين في أميركا.

## مشاركاته السياسية
في عام 1991م شارك في العمل السياسي، وكان أحدَ كبار مؤسسي التجمع اليمني للإصلاح، ورَأَسَ مجلس شورى الحزب عدَّة دورات. وفي 11 أكتوبر 1993 انتخب مجلس النواب اليمني، "مجلس الرئاسة اليمني" الجديد في البلاد، المؤلف من خمسة أعضاء، هم: الرئيس علي عبد الله صالح، ونائبه علي سالم البيض، وعضو حزب الإصلاح الشيخ عبد المجيد الزنداني، والأمين العام المساعد لحزب المؤتمر الشعبي عبد العزيز عبد الغني، والأمين العام المساعد للحزب الاشتراكي سالم صالح محمد. في العام ذاته أسَّس الزنداني جامعة الإيمان في صنعاء في اليمن، وفي عام 1995م أصبح نائبًا لرئيس مجلس الرئاسة، وسرعان ما قدَّم استقالته من المجلس في 1996م.

## موقفه من الثورة
أعلن الزنداني في 1 مارس 2011، من على مِنصة ساحة التغيير في صنعاء، تأييده ثورة الشباب اليمنية، وقال: إن الاعتصاماتِ صورة من صور الأمر بالمعروف والنهي عن المنكر. وأكَّد مشروعيةَ اعتصامات الشباب وثورتهم السلمية. وصف الثورة بقوله: 
دعا الأجهزة الأمنية إلى حماية المعتصمين باعتبار أن الاعتصامات عمل دستوري وقانوني، ونصح المعتصمين بالحفاظ على الطابع السلمي، واعتبر أن الاعتصامات حقٌّ من الحقوق الدستورية للناس والاعتداء عليهم جريمة عمدية. فيما تلى إعلانَ انضمامه للثورة حملةٌ إعلامية كبيرة استهدفت الشيخ من قِبل الإعلام الرسمي لنظام علي عبد الله صالح؛ للتشهير به وتحريف كلامه وتزويره بسبب انضمامه للثورة.

## مغادرته اليمن
اقتحم الحوثيون منزل عبد المجيد الزنداني في أبريل 2015 للبحث عنه، بعد حملة اعتقالات طالت العديد من قادة حزب التجمع اليمني للإصلاح، وذلك بعد شنِّ السعودية ضربات جوِّية واسعة على الحوثيين والوحَدات العسكرية الموالية لعلي عبد الله صالح. واختطف الحوثيون 122 من قادة حزب الإصلاح، بينهم أعضاء مجلس شورى الإصلاح، وأعضاء الهيئة العليا للحزب، بينهم: محمد حسن دماج، ومحمد قحطان. ودهَمُوا منازل العديد من قادة الحزب، بينهم: محمد اليدومي، وعبد الوهاب الآنسي، وزيد علي حميد الشامي، وحمود هاشم الذارحي، وحسن اليعري، وعبد الله صعتر. وعدد من البرلمانيين، وعشرات من أعضاء الحزب ومؤيديه.
اضطُرَّ الزنداني إلى مغادرة اليمن في منتصف يوليو 2015 منقلًا إلى المملكة العربية السعودية قادمًا من مدينة تعز، وأوضح مصدر مقرَّب لإحدى الوسائل الإخبارية أن الزنداني وصل السعودية مع عائلته عبر منفذ الوديعة الحدودي، عقب مغادرته مدينة تعز التي ظلَّ متخفيًا فيها منذ سبتمبر 2014، وأوضح المصدر أن الزنداني قدِمَ لتلقي العلاج بعد التنسيق مع السُّلطات السعودية.
بعد أكثر من خمسة أعوام من إقامته في السعودية، غادر الزنداني في نوفمبر 2020، مقرَّ إقامته في المملكة متجهًا إلى إسطنبول في تركيا، بعد أيام من إصدار هيئة كبار العلماء في المملكة بيانًا يتَّهم جماعة الإخوان المسلمين بالإرهاب ويحذِّر منها.

## مؤلفاته وآثاره

### الكتب
1. كتاب توحيد الخالق - مكتبة المثنى - بغداد - 1990.
2. علم الإيمان
3. طريق الإيمان
4. نحو الإيمان
5. التوحيد
6. البينة العلمية في القرآن الكريم

### البحوث والمقالات
1. أَوْ كَظُلُمَاتٍ فِي بَحْرٍ لُجِّيٍّ يَغْشَاهُ مَوْجٌ
2. الأقمار الصناعية تشهد بنبوة محمد
3. منطقة المصب والحواجز بين البحار

## آراؤه وانتقاده

### علاج الإيدز
أعلن الزنداني في قناة الجزيرة الإخبارية اكتشافه علاجًا من الأعشاب الطبيعية للشفاء من مرض نقص المناعة المكتسب (الإيدز). ودعا جميع شركات الأدوية ومنظمة الصحة العالمية التابعة للأمم المتحدة إلى زيارة اليمن للاطِّلاع على العلاج، ورؤية نتائج الفحوص، رافضًا إعطاء تفاصيل عن الأعشاب ومكان نموِّها؛ لضمان عدم تسريب الاختراع قبل تسجيل براءته.
وقال الزنداني: إن اكتشاف العلاج لم يكن مصادفة، مشيرًا إلى أن البحث فيه يعود إلى 15 عامًا عندما أنشأ فريقَ بحث في المدينة المنورة في الطب النبوي والإعجاز الطبي في السنَّة النبوية. وذكر أن نحو 15 شخصًا استطاعوا التخلُّص من الفيروس في مَّدة استغرقت ما بين ثلاثة أشهر إلى سنة بعد تناولهم العلاج. امتنع الزنداني من كشف طريقة العلاج حتى يتم تسجيل براءة الاختراع؛ خوفًا من أن تسرق إحدى شركات الأدوية العلاج المكتشَف. ثم عاد وقال: إن تسجيل براءة الاختراع يتطلَّب إعطاء جميع البيانات عن الدواء، وهو غير مستعد لعمل هذا؛ خشيةَ سرقة العلاج.
حاز الزنداني براءة اختراع في أسلوب استخدام الأعشاب في علاج الإيدز، من المنظمة العالمية للملكية الفكرية، ونشر تطبيقه البحثي على موقعها في أبريل 2011.
حصل امتعاضٌ في الوسط العلمي تجاه سلوك الزنداني في التعامل مع المرض، فقال الدكتور "" رئيس قسم المناعة في جامعة الملك عبد العزيز ساخرًا: كنت أنا وزملائي منزعجين تمامًا من الطريقة التي تعامل بها مع المرض. وأنا من الأفراد الذين رأوا شخصيًّا عيِّنة من فحص الدم لأحد المرضى الذين أخبرهم الزنداني بأن يُمارسوا الجنس مع زوجاتهم كونهم أصبحوا معافين من الإيدز، إلا أنني رأيت النتائجَ التي تؤكد أن الشخص ما زال مصابًا.

### زواج فرند
أثارت فتوى الزنداني زواج الصداقة التي اشتهرت باسم (زواج فرند) ضجَّة كبيرة في الشارع العربي والإسلامي، وأثارت غضب مشايخ الأزهر وغيرهم، وجعل بعض الناس يتخذون من فتواه دليلًا على بطلان اجتهاده، وأنه غير مؤهل للاجتهاد الفقهي؛ كونه متخصصًا في الإعجاز العلمي، ووصفه بعض المعارضين له بالتشيع، معتبرين الفتوى مخالفة للشرع.
ولكن الشيخ ردَّ قائلًا: 
وأكَّد أن هذا الزواج زواج شرعي، وصورته: أن يتزوَّج الشاب بالشابة بعقد شرعي صحيح مستوفٍ للشروط والأركان، من موافقة الولي وحضور الشاهدَين وتسمية المهر، ولو لم يكن لهما سكن يأويان إليه، فيستمتع أحدُهما بالآخر، ثم يأوي كل واحدٍ منهما إلى منزل والده. فهو ليس زواج متعة مؤقتًا بمدَّة في العقد، ولا زواجًا بلا ولي أو شهود أو مهر.

### عذاب القبر
في مطلع عام 2000م ألقى الزنداني محاضرةً عن أصوات المعذَّبين في القبور، وأنها من أمثلة الإعجاز العلمي في القرآن بعد أن تسلًم شريطًا مشبوهًا يتحدَّث عن اكتشاف علماء في الجيولوجيا لأصوات بشرية تحت الأرض، حين قاموا بالحفر في شبه جزيرة في سيبيريا اسمها كوليسري قرب الحدود النرويجية مع روسيا. استشهد الزنداني أيضًا بطلَّاب روسيين يدرسون لديه في اليمن، وزعم أن إذاعة أمريكية في شيكاغو كانت قد نشرت نفس القصة وأضاف أنه أرسل مندوبًا إلى موقع الحدث في سيبيريا ليتوثق من تفاصيل القصة من أصحابها العلماء. وزعم أن فريق البحث الروسي كان يرأسه بروفسور يُدعى أزاكوف (Azzacove) نسب إليه الزنداني عبارة شهيرة بقول فيها:
ظل الزنداني مصرًّا على فكرته سنوات، ودخل في جدال مع بعض علماء دين آخرين أمثال خالد بن عثمان السبت. وحين تبيَّن له أن المعلومات التي تسلَّمها كانت مزيفة، اعتذر عن الخطأ وفنَّد شريطه السابق، وتراجع عمَّا فيه.

## وفاته
توفي الشيخ عبد المجيد الزنداني في أحد مشافي مدينة إسطنبول، يوم الاثنين 13 شوال 1445 هـ، الموافق 22 أبريل 2024م، عن اثنين وثمانين عامًا، بعد مُعاناة المرض. وقد ووري جثمانه الثرى يوم الثلاثاء 23 أبريل 2024 في مقبرة الصحابي الجليل أبو أيوب الأنصاري في إسطنبول بعد الصلاة عليه في مسجد السلطان محمد الفاتح بحضور الرئيس التركي رجب طيب أردوغان وعدد كبير من السياسيين والعلماء المسلمين وجموع غفيرة من المصلين من مختلف الجنسيات.

## وصلات خارجية
- برنامج زيارة خاصة:

عبد المجيد الزنداني.. جهاد لتطبيق الشريعة ج2، 3 مارس 2007م
عبد المجيد الزنداني.. سيرة شيخ وتاريخ بلد ج1، 24 فبراير 2007م